# ربوده‌شده (فیلم ۱۳۹۴)
ربوده‌شده فیلمی به کارگردانی، نویسندگی بیژن میرباقری و تهیه‌کنندگی جواد نوروزبیگی محصول سال ۱۳۹۴ است.
این فیلم در تاریخ ۳۱ شهریور ۱۳۹۵ در سینماهای ایران اکران شده است.

## خلاصه داستان
زوجی در آستانهٔ مهاجرت دچار مشکلاتی می‌شوند که مسیر زندگی‌شان را تغییر می‌دهد..مینا با بازی نیکی کریمی هنرپیشه زنی است که لپ تاپ شخصی‌اش سرقت شده و همین مساله دردسرهای فراوانی را برایش رقم می‌زند..
روزبه بمانی در نقش روزبه (نامزد مینا) در این فیلم سینمایی که دوست و همکار قدیمی وی علیرضا افکاری نیز حضور داشت، تعدادی از ترانه‌های خود را در لابلای فیلم و با صدای خود اجرا نمود.

## بازیگران
| بازیگر          | نقش          |
| --------------- | ------------ |
| نیکی کریمی      | مینا         |
| روزبه بمانی     | روزبه        |
| سروش صحت        | سروش         |
| پگاه خسروی      | سارا         |
| مارال فرجاد     | مارال        |
| حامد جوادی      | زهتاب        |
| کامران ملکی     | ملکی         |
| غزاله معتمد     | غزاله        |
| سعید بهروزی     | بهروزی       |
| محسن ملکی       | رمضانی       |
| حسین پهلوان‌زاده | مجید         |
| امیر علیان      | امیری        |
| بهرنگ حجازی     | بهرنگ        |
| جلال جلالی      | مهردادی      |
| حسام منظور      | برادری       |
| پروانه شهشهانی  | مادر مینا    |
| فرزانه قاسمی    | گریمور خانوم |

## موسیقی
| شماره | نام                           | خواننده                                                                                | مدت  |
| ----- | ----------------------------- | -------------------------------------------------------------------------------------- | ---- |
| ۱.    | «به نام من» (تیتراژ میانی)    | روزبه بمانی ( این ترانه با صدای داریوش و از آلبوم دنیای این روزای من نیز پخش شده بود ) | ۳:۴۵ |
| ۲.    | «خونه‌ی قدیمی» (تیتراژ میانی)  | روزبه بمانی                                                                            | ۵:۱۴ |
| ۳.    | «خسته شدم» (تیتراژ میانی)     | روزبه بمانی                                                                            | ۳:۲۵ |
| ۴.    | «ربوده‌شده» (تیتراژ میانی)     | روزبه بمانی                                                                            | ۳:۰۳ |
| ۵.    | «کجا باید برم» (تیتراژ میانی) | روزبه بمانی                                                                            | ۳:۵۲ |
| ۶.    | «بغض سی ساله» (تیتراژ پایانی) | روزبه بمانی                                                                            | ۳:۴۹ |